# Арефино (Весьегонский район)
Арефино — деревня в Весьегонском муниципальном округе Тверской области.

## География
Деревня находится в северо-восточной части Тверской области на расстоянии приблизительно 14 км на юг-юго-запад по прямой от районного центра города Весьегонск.

## История
Известна с 1498 года как сельцо Орефино В конце XVI в начале XVII века пришла в запустение и возродилась только к 1630 году. В 1710 году здесь были отмечены две церкви: Спасская и «Пресвятые Одигитрия Смоленския». Дворов в деревне было 20 (1859 год), 42 (1889), 54 (1931), 37 (1963), 17 (2008), 6 (2021),. До 2019 года входила в состав Ивановского сельского поселения до упразднения последнего.

## Население
Численность населения: 157 человек (1859 год), 199 (1889), 208 (1931), 97 (1963), 9 (2021),, 28 (русские 96 %) в 2002 году, 20 в 2010.